# عباس‌آباد (خنداب)
عباس‌آباد یا قشلاق عباس‌آباد روستایی در دهستان خنداب بخش مرکزی شهرستان خنداب استان مرکزی ایران است.

## جمعیت
بر پایه سرشماری عمومی نفوس و مسکن در سال ۱۳۹۵ جمعیت این روستا ۵۲ نفر (۲۰خانوار) بوده‌است.